# 地狱刑警
《地狱刑警》是由TRIGGER和CoMix Wave Films制作的13集日本原创网络动画，由雨宮哲执导，今石洋之担任系列制作总监。2012年12月24日至2013年3月18日，在Anime Bancho的YouTube频道更新。
2015年日本動畫在中國大陸下架事件中，中華人民共和國文化部將《地獄刑警》列入38部被禁動畫及漫畫作品的「網絡動漫黑名單」，禁止在中華人民共和國播出。

## 外部連結
- 地狱刑警（動畫）在動畫新聞網百科全書中的資料（英文）